# Strasshof an der Nordbahn
Strasshof an der Nordbahn is een gemeente in de Oostenrijkse deelstaat Neder-Oostenrijk, gelegen in het district Gänserndorf (GF). De gemeente telt circa 12.000 inwoners (2024).

## Geografie
Strasshof an der Nordbahn heeft een oppervlakte van 11,63 km². Het ligt in het noordoosten van het land, ten westen van de grens met Slowakije en ten oosten van de hoofdstad Wenen.

## Geschiedenis

### Concentratiekamp
In Strasshof was tijdens de Tweede Wereldoorlog een gelijknamig concentratiekamp gevestigd, waarheen in 1944 21.000 Hongaarse Joden werden gedeporteerd. De meesten van hen overleefden dankzij een overeenkomst tussen een hulp- en reddingscomité uit Boedapest en nazi-functionaris Adolf Eichmann.

### Natascha Kampusch
Strasshof an der Nordbahn is ook bekend als de plaats waar ontvoerder Wolfgang Priklopil jarenlang de tiener Natascha Kampusch gevangen hield.
Aderklaa · Andlersdorf · Angern an der March · Auersthal · Bad Pirawarth · Deutsch-Wagram · Drösing · Dürnkrut · Ebenthal · Eckartsau · Engelhartstetten · Gänserndorf · Glinzendorf · Groß-Enzersdorf · Groß-Schweinbarth · Großhofen · Haringsee · Hauskirchen · Hohenau an der March · Hohenruppersdorf · Jedenspeigen · Lassee · Leopoldsdorf im Marchfeld · Mannsdorf an der Donau · Marchegg · Markgrafneusiedl · Matzen-Raggendorf · Neusiedl an der Zaya · Obersiebenbrunn · Orth an der Donau · Palterndorf-Dobermannsdorf · Parbasdorf · Prottes · Raasdorf · Ringelsdorf-Niederabsdorf · Schönkirchen-Reyersdorf · Spannberg · Strasshof an der Nordbahn · Sulz im Weinviertel · Untersiebenbrunn · Velm-Götzendorf · Weiden an der March · Weikendorf · Zistersdorf
- Gemeinsame Normdatei: 4273983-4
- Library of Congress Control Number: no2012087246
- MusicBrainz: b65ee42d-4e0b-403f-bff8-be7bb5be9dfd
- Nationale Bibliotheek van Israël: 987007473346205171
- Virtual International Authority File: 248656141
- WorldCat: E39PBJbWtVjYRHBg8H7kCprcyd